# Joan Busquets Crusat
Joan Busquets Crusat (La Canonja, 1902 - Reus, 1997) empresari català, nascut a La Canonja però traslladat a Reus el 1905.
Va estudiar a Reus i a Tarragona i va treballar en diverses empreses, des de meritori fins a cap comercial d'una important empresa de fruits secs. Quan es va voler independitzar li va mancar capital i llavors el 1924 va fundar l'empresa després coneguda com a Jubus que es va dedicar a la fabricació de maquinària per a triar i trencar l'avellana (la producció més important de la zona) i per als fruits secs. Va ser president local de la Lliga Regionalista, conseller delegat de Gas Reusense, president suplent de la Cambra de Comerç, president del manicomi Institut Pere Mata i conseller del Banc d'Espanya a Reus i Tarragona. Del 1934 al 1942 va ser president del Reus Deportiu i va fundar el CF Reus Deportiu.
Va publicar un llibre de memòries: Breu història d'una vida: 1902-1982, que va ampliar el 1987 amb Records de la vida que passa.

## Reconeixement
El 1993 va rebre el guardó de Més Amic de Reus. El 1995 va ser declarat fill adoptiu de la ciutat de Reus, que també li va dedicar el «Carrer de Joan Busquets Crusat».